# Joe Magnarelli
Joe Magnarelli (* 1960 in Syracuse, New York) ist ein US-amerikanischer Jazz-Trompeter und Flügelhornist des Neobop.

## Leben und Wirken
Magnarelli lernte mit zwölf Jahren zunächst autodidaktisch Klavier, später Gitarre und Trompete. Er erwarb 1986 den Bachelor an der State University of New York in Fredonia, zog dann nach New York City und arbeitete dort als Studiomusiker u. a. mit  Harry Connick junior, Lionel Hampton, Toshiko Akiyoshi, Andy Fusco, Mike Longo, Jack McDuff, Dado Moroni, Gary Smulyan und Chris Connor, ferner spielte er in den Bands von Ray Barretto und Buddy Rich.
Ab 1995 veröffentlichte er auch eine Reihe von Alben unter eigenem Namen auf den Labels Criss Cross Jazz und Posi-Tone, u. a. mit Peter Bernstein, David Hazeltine, Renee Rosnes, Jim Snidero und Joel Weiskopf. Nach dem Vorbild des Neal-Hefti-Arrangements für die LP Clifford Brown with Strings von 1955 nahm er 2010 mit Marty Sheller das Streicheralbum My Old Flame auf. Gegenwärtig (2019) leitet er ein Quartett, dem Spike Wilner, Ugonna Okegwo und Aaron Kimmel angehören.

## Diskographische Hinweise
- Why Not (1995)
- Always There (1998)
- Mr Mags (2004)
- New York-Philly Junction (2006)
- Persistence (2008)
- Lookin' Up! (2014)
- New York Osaka Junction (2023)